# Młyńsk (województwo mazowieckie)
Młyńsk – wieś w Polsce położona w województwie mazowieckim, w powiecie płońskim, w gminie Płońsk.
Wieś wchodzi w skład sołectwa Woźniki.
W latach 1975–1998 miejscowość administracyjnie należała do województwa ciechanowskiego.